# قرار مجلس الأمن التابع للأمم المتحدة رقم 1631
قرار مجلس الأمن التابع للأمم المتحدة رقم 1631، الذي تم تبنيه بالإجماع في 17 أكتوبر 2005، بعد التذكير بالفصل الثامن من ميثاق الأمم المتحدة، تناول المجلس التعاون بين الأمم المتحدة والمنظمات الإقليمية في الحفاظ على السلم والأمن الدوليين.
كان القرار هو المرة الأولى التي يحدد فيها المجلس مثل هذا التعاون.

## أعمال
وأعرب المجلس عن تصميمه على زيادة التعاون بين الأمم المتحدة والمنظمات الإقليمية، وحث جميع الدول على زيادة قدرة المنظمات في مجال منع النزاعات وإدارة الأزمات، ولا سيما في أفريقيا. كان من المهم أيضًا للمنظمات الإقليمية أن تنشر وحدات حفظ السلام بسرعة، وتتصدى للاتجار غير المشروع بالأسلحة، وتشجع التعاون الإقليمي، وتعقد اجتماعات رفيعة المستوى مع الأمم المتحدة.
طُلب من الأمين العام كوفي عنان تقديم تقرير عن فرص وتحديات التعاون بين المنظمات الإقليمية والأمم المتحدة، وإدراج التعاون مع المنظمات الإقليمية في تقاريره المنتظمة إلى المجلس بشأن بعثات حفظ وبناء السلام.

## روابط خارجية
- نص القرار في undocs.org